# Hodali, Srinivaspur
Hodali là một làng thuộc tehsil Srinivaspur, huyện Kolar, bang Karnataka, Ấn Độ.